# 東海湖
東海湖，是臺灣臺中市西屯區的一個人工湖，興建時以水泥磚牆砌成，地處大肚台地東側的東海大學校園內，東海牧場旁，面積約1公頃，湖邊種植榕樹及各種花木，湖中央設有「東美亭」，是為了紀念哲學家方東美。

## 歷史
東海校園有山無水，多年來校方曾經數度籌劃鑿湖於山間，由於種種原因未能實現。1982年，時任哲學系特約講座星雲大師聞其事，特樂捐新臺幣一百萬元開闢東海湖，以農牧場之舊水池為湖址，歷時十月而新湖成。方東美曾稱東海為「世外桃源」，是教學與求學的最佳之地，因此東海哲學系師生集資於湖中央設「東美亭」紀念，亭額「東美亭」三字由總統蔣經國親自題署。

## 整治
因人工湖並非活水，水質不佳以及矮牆設計，東海湖約有20年未紀錄到兩棲動物上岸及無水鳥棲息。2006年文建會補助了東海大學實施「校園放牧」公共藝術計畫，拆除沿岸圍牆與人工設施，後因經費不足，僅完成三分之一工程。拆掉部份矮牆的東海湖，卻因為散熱快及水質流動，讓棲息的生物種類變得多樣起來，翠鳥及貢德氏赤蛙也再度出現。在2009年4月25日，東海大學舉辦了「東海湖拆牆鋪沙活動」，由建築系老師彭康健主導，邀請學校師生和民眾一起接續未完成的工程，約有200多人參加，改善東海湖的自然地貌。2012年，彭康健再次組成團隊，規劃串起東海校園三公里生態步道。
2020年5月，東海大學展開產學合作發展AI技術，由工學院院長張嘉修帶領8名工學院跨域教師，建立「智慧永續循環經濟」教學與研究團隊，以東海湖為示範場域，計劃3年運用智慧科技優化水質與環境。同年10月，和YouTube頻道「黃小四生活點滴」合作，清理湖里的外來物種。
2022年，東海大學利用暑假期間，將整個東海湖的水抽乾，進行除草，配合東大溪的整治施作引流工程，讓未來的東海湖能夠更加活化。

## 外部連結
- 東海湖－東海大學（繁體中文）
- 『 擦掉』- 台中東海湖空間再造－東海大學 （页面存档备份，存于）
- 東海大學東海湖　休閒好去處 （页面存档备份，存于）人間社記者 陳順德